# 別根季亞齊卡帕斯季利
48°51′46″N 22°30′23″E / 48.86278°N 22.50639°E
別根季亞齊卡帕斯季利（烏克蘭語：Бегендяцька Пастіль）是烏克蘭西部的村莊，隸屬外喀爾巴阡州的烏日霍羅德區。該村面積12.11平方公里，海拔高度239米，2001年人口206，人口密度每平方公里17.01人。